# Ewald von Kleist-Schmenzin
Ewald Albert Friedrich Karl Leopold Arnold von Kleist-Schmenzin (ur. 22 marca 1890 w Dobrowie, zm. 9 kwietnia 1945 w Berlinie) – niemiecki konserwatywny polityk, ofiara zamachu na Hitlera.
Syn Hermanna i Elisabeth von Kleist. Po maturze zaczął studiować prawo w Lipsku (Leipzig), po czym studia kontynuował na Uniwersytecie Greifswaldzkim. Po ukończonych studiach zgłosił się dobrowolnie do służby wojskowej, ale z powodów zdrowotnych brał udział tylko na początku I wojny światowej. W roku 1921 odziedziczył po babci majątki (m.in. miejscowość Smęcino), którymi zarządzał. W czasach Republiki Weimarskiej wstąpił do Niemieckiej Narodowej Partii Ludowej (DNVP), brał udział w dwóch zamachach stanu: Kappa-Lüttwitza i monachijskim.
W związku z jego konserwatywną postawą, odrzucał socjalizm narodowy, zamiast którego próbował urzeczywistniać idee rewolucji francuskiej. W roku 1932 w jego publikacji Socjalizm narodowy - zagrożenie (Der Nationalsozialismus – eine Gefahr) ostrzegał o przejęciu władzy przez nazistów. Kiedy w styczniu 1933 doszło jednak do przejęcia władzy, wystąpił z DNVP. Został członkiem Kościoła Wyznającego (Bekennende Kirche) i po tym jak polityka Hitlera wskazywała na wybuch wojny szukał kontaktu u Ludwiga Becka w sprawie ruchu oporu. W roku 1938 wyjechał do Londynu (London), aby poznać opinię brytyjskiego rządu, w sprawie ewentualnego zamachu stanu. W sierpniu 1939 roku wyjechał do Sztokholmu (Stockholm). Podczas rozmów dyskutował o planach napadu oraz o egzystencji opozycji wojskowej w Niemczech. Z konspiratorami zamachu na Hitlera kontaktował się przez swojego syna Ewalda-Henryka von Kleist-Schmenzin, który w roku 1943 miał zabić Hitlera podczas samobójczego zamachu.
Po klęsce zamachu z 20 lipca ojciec wraz z synem zostali aresztowani 21 lipca 1944 roku. Z powodu braku wystarczających dowodów Ewald-Heinrich von Kleist-Schmenzin został wypuszczony na wolność, jego ojciec natomiast dnia 9 kwietnia 1945 roku został skazany na śmierć przez powieszenie w więzieniu Plötzensee w Berlinie.